# Steyreck
Das Steyreck ist mit einer Höhe von 1592 m ü. A. die östlichste Erhebung des Sengsengebirges. Nach Osten fällt der Gipfel steil zur Krummen Steyrling und nach Südosten mit der plattigen Reifmauer ab. Die westliche Flanke ist sanft geneigt und bewaldet. In den Ostabstürzen befindet sich die Eiskapelle (Kat.Nr. 1651/3). Das Steyreck wird touristisch kaum besucht, obwohl es eine schöne Rundsicht in die nähere Umgebung bietet. Auf den Gipfel führen nur unmarkierte Steige, etwa von der Mayralm und über die Steyreckböden oder über die Rumplmayrreith durch die Ostflanke.